# Libanese berghagedis
De Libanese berghagedis (Parvilacerta fraasii) is een hagedis uit de familie echte hagedissen (Lacertidae). De soort behoorde lange tijd tot het geslacht Lacerta.

## Naam en indeling
De wetenschappelijke naam van de soort werd voor het eerst voorgesteld door Philipp Lehrs in 1910. Oorspronkelijk werd de naam Lacerta fraasii gebruikt. De soortaanduiding fraasii is een eerbetoon aan Eberhard Fraas (1862 - 1915), een geoloog en paleontoloog die in Libanon werkte.

## Uiterlijke kenmerken
De lengte is ongeveer 18 centimeter maar het grootste deel bestaat uit de lange staart waardoor het lichaam vaak nog geen 8 centimeter lang is. De basiskleur is bruin tot bruingrijs met kleine rijen vlekjes op de rug; de vrouwtjes zijn veel egaler gekleurd en krijgen geen kleuren in de paartijd, de mannetjes krijgen helblauwe en groene vlekjes op de flanken en een meer geprononceerde tekening op de rug. Deze soort is verder te herkennen aan een spitse kop en duidelijk afgesnoerde nek.

## Levenswijze
De Libanese berghagedis is dagactief en rust 's nachts onder struiken of stenen. Op het menu staan insecten en andere geleedpotigen. De soort is eierleggend, de vrouwtjes zetten per legsel drie tot vier eitjes af.

## Verspreiding en habitat
De Libanese berghagedis is endemisch in Libanon, het verspreidingsgebied van deze soort is zeer klein en beslaat slechts enkele bergstreken, de meeste populaties zijn nog niet in kaart gebracht. De hagedis wordt aangetroffen tot een hoogte van 2550 meter boven zeeniveau. Het is een overwegend bodembewonende soort, hoewel het dier uitstekend kan klimmen over rotsen, hellingen en andere stenige omgevingen met enige vegetatie die prooien aantrekt en ter beschutting.

## Beschermingsstatus
Door de internationale natuurbeschermingsorganisatie IUCN is de beschermingsstatus 'bedreigd' toegewezen (Endangered of EN).